# 甲基巴拉松
甲基巴拉松（英語：或）是一种有机磷杀虫剂，带有一个硫代磷酸酯基团，结构上与乙基巴拉松类似，但由两个甲基代替了磷酸酯上的两个乙基。
甲基巴拉松曾用于棉花等作物的病虫害防治，但现在大部分国家都已经禁止使用。